# Cultura underground
A cultura underground ("subterrâneo", em inglês) ou cultura submundo é um ambiente cultural que foge dos padrões comerciais, dos modismos e que está fora da mídia. Também conhecido como Cultura Underground ou Movimento Underground, para designar toda produção cultural com estas características, ou Cena Underground, usado para nomear a produção de cultura underground em um determinado período e local.

A Cultura Underground pode estar relacionada à produção musical, às artes plásticas, à literatura, ou a qualquer forma de expressão artística da cultura urbana contemporânea. A expressão "deixou o underground", ou "saiu do underground", refere-se a artistas ou movimentos que tornaram-se populares e adquiriram notoriedade do grande público, entrando para o chamado Mainstream.

## Movimentos caracterizados comounderground

### Música
- Avant-garde
- Experimental
- Grunge
- Street-punk/Oi!
- Hardcore punk
- Thrashcore
- D-beat
- Grindcore
- Black metal
- Blackgaze
- Straight Edge
- Industrial
- EBM
- Shoegaze
- No wave
- Noise
- New Wave of British Heavy Metal
- Minimalismo
- Pós-punk
- Gótico
- Dark wave
- Death rock
- Memphis Rap

### Literatura
- Beatnik
- Poesia marginal

### Outras artes
- Quadrinhos underground
- Provo
- Neoísmo
- Internacional Situacionista
- Aggressive Inline